# Corinna Harrer
Corinna Harrer (* 19. Januar 1991 in Regensburg) ist eine ehemalige deutsche Leichtathletin.

## Karriere
Harrer errang ihre ersten Titel 2007 und 2008 als Deutsche B-Jugendmeisterin im 400-Meter-Lauf, bevor sie sich auf längere Distanzen konzentrierte. 2009 wurde sie Deutsche Jugend- als auch Juniorenmeisterin im 800-Meter-Lauf. Im selben Jahr gewann sie bei den Junioreneuropameisterschaften in Novi Sad überraschend die Silbermedaille auf dieser Strecke. Bei den Leichtathletik-Juniorenweltmeisterschaften 2010 in Moncton belegte sie den sechsten Platz. Außerdem führte sie die deutschen Juniorinnen bei den Crosslauf-Europameisterschaften als Fünfte der Einzelwertung zur Silbermedaille in der Mannschaftswertung.
Bei den Deutschen Leichtathletik-Hallenmeisterschaften 2011 in Leipzig wurde Harrer Zweite im 3000-Meter-Lauf. Zu ihrer stärksten Disziplin entwickelte sich aber in dieser Saison der 1500-Meter-Lauf. Bei den Leichtathletik-U23-Europameisterschaften in Ostrava errang sie die Bronzemedaille auf dieser Strecke. Im Vorlauf erreichte sie mit 4:08,94 min eine neue persönliche Bestleistung. Kurz darauf gewann sie bei den Deutschen Meisterschaften in Kassel ihren ersten nationalen Titel in der Hauptklasse. Eine Woche später steigerte sie ihre 1500-Meter-Bestleistung in Gent auf 4:08,63 min. Ihre Vielseitigkeit stellte sie Ende 2011 bei den Crosslauf-Europameisterschaften erneut unter Beweis, als sie im U23-Rennen der Frauen als Dritte der Einzelwertung die Mannschaft zur Silbermedaille führte.

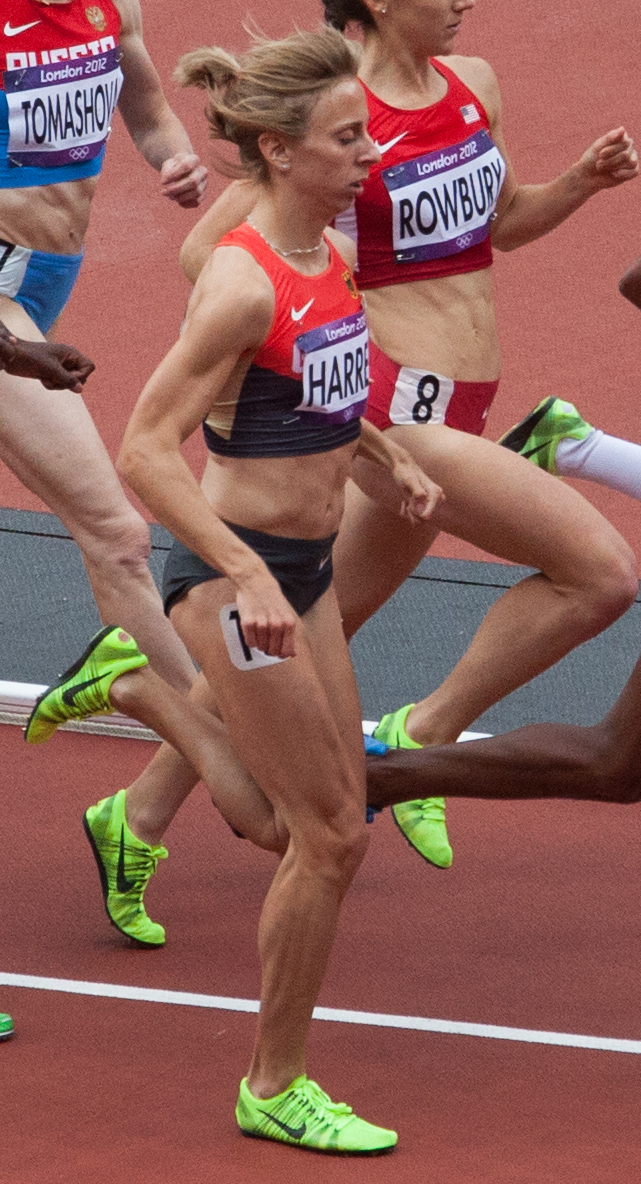
Bei den Olympischen Spielen 2012

2012 wurde Harrer deutsche Meisterin über 3000 Meter in der Halle und über 1500 Meter im Freien. Bei der Golden Gala in Rom absolvierte sie ihren ersten Start in der IAAF Diamond League und belegte im 1500-Meter-Lauf mit persönlicher Bestleistung von 4:04,30 min den fünften Platz. Über dieselbe Distanz wurde sie bei den Leichtathletik-Europameisterschaften in Helsinki Neunte. Die nachträgliche Disqualifikation von vier Athletinnen wegen Dopingvergehen führte zum späteren Aufrücken auf den fünften Platz. Als Teilnehmerin bei den Olympischen Spielen in London wurde sie im ersten Halbfinale über 1500 Meter mit 4:05,70 min Siebte und verpasste nur um 0,23 s das Finale. Wie sich später herausstellte, waren in ihrem Halbfinale Jekaterina Kostezkaja und Aslı Çakır Alptekin gedopt, so dass Harrer um die Endlaufteilnahme gebracht wurde.
2013 siegte Harrer bei den Deutschen Hallenmeisterschaften über 3000 Meter. Eine Woche später gewann sie über die gleiche Distanz bei den Halleneuropameisterschaften in Göteborg Silber. Am 7. Juli 2013 gewann sie in Ulm zum dritten Mal den deutschen Meistertitel über 1500 Meter im Freien.
2014 wurde Harrer erstmals Deutsche Meisterin über 10.000 Meter. Dabei besiegte sie im Endspurt die siebenmalige Titelträgerin Sabrina Mockenhaupt. Aufgrund einer Stressfraktur im rechten Mittelfuß konnte sie nicht an den Leichtathletik-Europameisterschaften 2014 in Zürich teilnehmen.
An den Deutschen Hallenmeisterschaften 2015 nahm Harrer nicht teil. Dafür wurde sie drei Wochen später Deutsche Crosslauf-Meisterin (Mannschaftswertung).
2016 ließ Harrer nach einer schweren Fußverletzung die Hallensaison ausfallen und war auch in der Freiluftsaison ohne nennenswerten Erfolg.
2017 bewährte sich die Fokussierung auf lange Strecken. Im April konnte Harrer Deutsche Halbmarathon-Meisterin (Mannschaftswertung) und Dritte in der Einzelwertung werden. Im Mai wurde sie in Bautzen Deutsche Vizemeisterin im 10.000-Meter-Lauf. Bei den Deutschen Meisterschaften in Erfurt belegte sie beim 5000-Meter-Lauf den dritten Platz.
2021 wurde sie in München Deutsche Meisterin im Marathonlauf.

## Vereinszugehörigkeiten
Die 1,66 m große Athletin mit einem Wettkampfgewicht von 56 kg startet für die LG Telis Finanz Regensburg, wo sie unter Doris Scheck und Kurt Ring trainierte.

## Bestleistungen
- 800 m: 2:00,34 min, 15. August 2012, Albi
- 1500 m: 4:04,30 min, 31. Mai 2012, Rom
- 3000 m: 8:55,47 min, 28. April 2012, Lichtenfels
- 3000 m (Halle): 8:51,04 min, 2. Februar 2013, Karlsruhe
- 10.000 m: 32:27,75 min, 3. Mai 2014, Aichach
- 10-km-Straßenlauf: 33:38 min, 16. September 2012, Nagold

## Internationale Erfolge
2009
- 2. Platz bei den Junioreneuropameisterschaften in Novi Sad über 800 Meter

2010
- 6. Platz bei den Juniorenweltmeisterschaften in Moncton über 800 Meter

2011
- 3. Platz bei den U23-Europameisterschaften in Ostrava über 1500 Meter
- 3. Platz bei den Crosslauf-Europameisterschaften im U23-Rennen der Frauen

2012
- 5. Platz bei den Europameisterschaften in Helsinki über 1500 Meter
- Halbfinale bei den Olympischen Spielen in London über 1500 Meter

2013
- 2. Platz bei den Halleneuropameisterschaften in Göteborg über 3000 Meter